# Les Hôpitaux-Vieux
 Les Hôpitaux-Vieux  es una comuna y población de Francia, en la región de Franco Condado, departamento de Doubs, en el distrito y cantón de Pontarlier.
Está integrada en la Communauté de communes du Mont-d'Or et des Deux Lacs .

## Demografía[2]
| 281 | 287 | 300 | 277 | 340 | 332 | 352 | 368 | 366 | 330 | 315 | 314 | 315 | 316 | 322 | 279 | 241 | 254 | 261 | 253 | 226 | 219 | 197 | 198 | 170 | 166 | 162 | 141 | 140 | 170 | 245 | 257 | 332 |
| Para los censos de 1962 a 1999 la población legal corresponde a la población sin duplicidades (Fuente: INSEE [Consultar]) |     |     |     |     |     |     |     |     |     |     |     |     |     |     |     |     |     |     |     |     |     |     |     |     |     |     |     |     |     |     |     |     |